# Басков переулок
Баско́в переу́лок — переулок в Центральном районе Санкт-Петербурга. Проходит от улицы Короленко до Фонтанной улицы.

## История
Наименование известно примерно с 1800 года по фамилии домовладельца купца Баскова. Проложен в середине XVIII века, тогда он доходил до современной улицы Радищева. В 1898 году был продлён до Фонтанной улицы.
В XVIII веке в начале переулка у пересечения с современной улицей Короленко разместился комплекс казарм и конюшен лейб-гвардии конной артиллерийской бригады.
В конце XIX — начале XX веков застраивался частными доходными домами, после Октябрьской революции 1917 г. национализированными и вышедшими в государственный жилой фонд Дзержинского и Смольнинского районов Ленинграда, вышедших в постсоветское время в состав Центрального района Санкт-Петербурга. В конце 1870-х — начале 1880-х годов по проекту архитектора П. Ю. Сюзора возводится здание бань Целибеевых, другой фасад которого выходил на Бассейную улицу (с советского времени — улица Некрасова). В начале XX века в доме 8, построенном по проекту Г. Барановского, открывается женская гимназия кн. Оболенской; в советское время здание сохраняет назначение учебного, становясь сначала школой, а затем профессионально-техническим училищем; в XXI веке в здании одна из площадок городского Экономического профессионального лицея.
В 1937 году в специально построенном здании по адресу Басков переулок дом 16 расположился штаб второго корпуса ПВО, руководивший противовоздушной обороной города. Здание в настоящее время получило статус регионального памятника.
На рубеже 1950-60 годов здания артиллерийских казарм и конюшен уступили место автобазе Ленгорисполкома / ГУВД.
В Басковом переулке жили: поэт А. В. Кольцов (в доме № 12 в 1838 году), художница Вера Ермолаева (дом № 4, кв. 20, — в 10-х годах XX века), президент РФ В. В. Путин (в доме № 12 в 60-х годах XX века), публицист Н. Ф. Анненский (в доме № 17 в десятых годах XX века), академик Д. С. Лихачёв (в доме № 35 в 50-х годах XX века), в доме № 14, братья Зайцевы, создатели «Ленинградского рок-клуба», деятель ЧК и партийный функционер И. С. Уншлихт (в доме 41 в 1917 году). В доме № 8 в 1941—1945 годах находился штаб Ленинградского гвардейского истребительного авиакорпуса ПВО.
Исторический район в постсоветское время не обошла и новая застройка на месте старой. Так, в 2015-18 годах в переулке по проекту архитектурной мастерской «Евгений Герасимов и партнёры» группой компаний ЛСР был возведён крупный жилой комплекс «Русский дом» в неорусском стиле. Он выходит на угол Баскова переулка и улицы Короленко. Главный архитектор проекта Светлана Меркушева. Краеведы, защищающие историческую застройку, высказывали предположения, что снесённые ранее на этом участке здания, по крайней мере частично, были построены до 1917 года и представляли историческую ценность. В первом десятилетии XXI века находившееся в аварийном состоянии старинное здание бань Целибеевых было реконструировано под многофункциональный офисный центр.

## Достопримечательности
- Дом № 5, литера А — доходный дом А. И. Ерошенко (1903—1905), первая самостоятельная работа архитектора Ф. Ф. фон Постельса[16]. Стиль модерн.  7831740000
- Дом № 7. Правая часть — доходный дом, построенный в 1834 году по проекту В. Е. Моргана. Левая часть — здание бань Целибеевых (фасад — дом № 14а по улице Некрасова), построено в 1879—1881 годах по проекту архитектора П. Ю. Сюзора.
- Дом № 8. Здание женской гимназии княгини А. А. Оболенской (1899, архитектор Г. В. Барановский).  7802325000
- Дом № 12. Домовладение баронессы Луизы фон Таубе (1859—1860), архитектор А. К. Кольман.  Объект культурного наследия народов РФ регионального значения. Рег. № 781711206130005 (ЕГРОКН). Объект № 7802325000 (БД Викигида).
- Дом № 13-15. Доходный дом страхового общества «Россия». Построен в 1903 году по проекту архитектора А. А. Гимпеля.  7831739000
- Дом № 16. Здание Штаба Армии ПВО. Построено в 1937 году по проекту архитектора Д. П. Бурышкина.  7831741000
- Дом № 22, угловая часть (дом № 39, улица Восстания) — дом купца П. И. Долгина (доходный дом В. А. Ухина), построен в 1842 году по проекту архитектора К. И. Брандта. Перестроен.
- Дом № 23. Особняк Д. В. Шелгунова. Построен между 1846 и 1856 годами по проекту В. Е. Моргана. Включает существовавшее ранее на этом участке здание.
- Дом № 28 (д. № 26—28, улица Радищева / д. № 11, Виленский переулок) — доходный дом М. В. Захарова, построен в 1901 году по проекту Л. В. Богусского.
- Участок между домом № 30 по Баскову переулку, домами № 33—37 по улице Радищева и домом № 13 по Виленскому переулку занимал комплекс казарм 18-го сапёрного батальона. Перестройка и расширение 1906 года осуществлялись А. Е. Ивановым.
- Дом № 33 (дом № 35, улица Восстания / д. № 40, улица Некрасова) — доходный дом купца Е. С. Егорова, построен в 1883—1885 годах по проекту архитектора П. Ю. Сюзора.  7831762000
- Дом № 41 (д. № 29, улица Радищева) — доходный дом И. С. Мальцева, построен в 1906 году по проекту архитектора А. И. Ковшарова. Перестраивался автором в 1913—1914 годах. С 2022 года включён в реестр объектов культурного наследия регионального значения[17].  7831762000
  - На доме мемориальная доска И. С. Уншлихту[18].

## Объекты городской среды
| Номер дома  | Описание | Архитектор         | Постройка            | Иллюстрация                     | Координаты                      |
| ----------- | --- | ------------------ | -------------------- | ------------------------------- | ------------------------------- |
| До № 1      | улица Короленко | улица Короленко    | улица Короленко      | улица Короленко                 | улица Короленко                 |
| № 1         | Доходный дом | А. А. Оссоланус    | 1860                 |                                 |                                 |
| № 2         | Жилой комплекс «Русский дом». Ранее на участке было автохозяйство ГУВД Санкт-Петербурга и Ленинградской области, а с XVIII века казармы и конюшня Лейб-гвардии артиллерийской бригады |                    | 2015—2018            |                                 | 59°56′24″ с. ш. 30°21′08″ в. д. |
| № 3         | Доходный дом | Ф. Ф. Рудольф      | 1860                 |                                 |                                 |
| № 4         | Доходный дом Х. Х. Тацки. Дом В. М. Ермолаевой (квартира 20, — «Безкровное Убійство», УНОВИС)                                                                                         | Х. Х. Тацки        | 1867—1868, 1878—1879 |                                 | 59°56′23″ с. ш. 30°21′15″ в. д. |
| № 5         | Доходный дом А. И. Ерошенко | Ф. Ф. фон Постельс | 1905                 |                                 |                                 |
| № 7         | Правая часть — доходный дом | В. Е. Морган       | 1834                 |                                 |                                 |
| № 7         | Левая часть — бани Целибеевых | П. Ю. Сюзор        | 1879—1881            |                                 |                                 |
| № 4 — № 6   | улица Маяковского | улица Маяковского  | улица Маяковского    | улица Маяковского               | улица Маяковского               |
| № 8         | Здание женской гимназии княгини А. А. Оболенской | Г. В. Барановский  | 1899                 |                                 | 59°56′23″ с. ш. 30°21′23″ в. д. |
| № 8         | В 1941—1945 находился штаб Ленинградского гвардейского истребительного авиакорпуса ПВО                                                                                                | Г. В. Барановский  | 1899                 |                                 | 59°56′23″ с. ш. 30°21′23″ в. д. |
| № 12        | Дом Л. К. фон Таубе. В этом здании в 1838 году жил поэт А. В. Кольцов | А. К. Кольман      | 1859—1860            |                                 | 59°56′23″ с. ш. 30°21′26″ в. д. |
| № 12        | В 1960-х жил будущий президент РФ В. В. Путин | А. К. Кольман      | 1859—1860            |                                 | 59°56′23″ с. ш. 30°21′26″ в. д. |
| № 15        | Доходный дом страхового общества «Россия» | А. А. Гимпель.     | 1903                 |                                 |                                 |
| № 16        | До августа 2008 — здание Штаба Армии ПВО | Д. П. Бурышкин     | 1937                 | 59°56′22″ с. ш. 30°21′31″ в. д. |                                 |
| № 17        | В 1910-х жил публицист Н. Ф. Анненский | Е. П. Варгин       | 1875                 |                                 |                                 |
| № 20 — № 22 | улица Восстания | улица Восстания    | улица Восстания      | улица Восстания                 | улица Восстания                 |

| Номер дома  | Описание                                                                                          | Архитектор                                                | Постройка            | Иллюстрация     | Координаты                      |
| ----------- | ------------------------------------------------------------------------------------------------- | --------------------------------------------------------- | -------------------- | --------------- | ------------------------------- |
| № 23        | Особняк Д. В. Шелгунова. Включает существовавшее ранее на этом участке здание                     | В. Е. Морган                                              | 1846...1856          |                 |                                 |
| № 28 — № 30 | улица Радищева                                                                                    | улица Радищева                                            | улица Радищева       | улица Радищева  | улица Радищева                  |
| № 28        | Доходный дом М. В. Захарова                                                                       | Л. В. Богусский                                           | 1901                 |                 |                                 |
| № 30        | Комплекс казарм 18-го сапёрного батальона                                                         | Перестройка и расширение — А. Е. Иванов                   | 1906                 |                 |                                 |
| № 33        | Доходный дом купца Е. С. Егорова                                                                  | П. Ю. Сюзор                                               | 1883—1885            |                 |                                 |
| № 35        | В 1950-х здесь жил академик Д. С. Лихачёв                                                         |                                                           |                      |                 |                                 |
| № 41        | Доходный дом И. С. Мальцева. В 1917 году здесь жил участник революционного движения И. С. Уншлихт | Строительство, перестройка — А. И. Ковшаров               | 1906                 |                 |                                 |
| № 43        | Мальцевский рынок                                                                                 | В. К. Вейс, С. И. Евдокимов, О. Б. Голынкин, Г. М. Вланин | 1913—1914, 1955—1960 |                 | 59°56′20″ с. ш. 30°21′57″ в. д. |
| после № 42  | Фонтанная улица                                                                                   | Фонтанная улица                                           | Фонтанная улица      | Фонтанная улица | Фонтанная улица                 |